# Bisma
Bisma est une commune rurale située dans le département de Bagaré de la province du Passoré dans la région Nord au Burkina Faso.

## Géographie
Bisma est situé à 7 km au nord-ouest de Bagaré, le chef-lieu du département, et à environ 45 km à l'ouest du centre de Yako.

## Économie
L'élevage est l'une des principales activités économiques du village, dont le cheptel a été touché par une épidémie de fièvre charbonneuse en 2019.

## Santé et éducation
Le centre de soins le plus proche de Bisma est le centre de santé et de promotion sociale (CSPS) de Bagaré tandis que le centre médical avec antenne chirurgicale (CMA) de la province se trouve à Yako.